# Nexus 6P
El Nexus 6P es un teléfono inteligente desarrollado por Huawei en colaboración con Google. Es la séptima y última versión de la familia de teléfonos inteligentes Nexus. Es el segundo Nexus en superar las 5.2 pulgadas de pantalla, siendo el Nexus 6 el primero.

## Especificaciones

### Hardware
El Nexus 6P cuenta con una pantalla táctil de 5.7" pulgadas AMOLED con resolución QHD 1440p y 518ppi, protegida por Corning® Gorilla® Glass 4 que además cuenta con recubrimiento oleófobo resistente a huellas dactilares y manchas. 
Tiene una batería de 3450 mAh que soporta carga rápida mediante el adaptador incluido de 15W (5V/3A). Mide 159.30 x 77.80 x 7.30 (alto x ancho x grosor) y pesa 178.00 gramos. 
El teléfono posee un procesador de 64 bits y ocho núcleos Qualcomm® Snapdragon™ 810 (v2.1) @ 2.0 GHz y GPU Adreno 430, posee 3 GB de RAM LPDDR4. Tiene un almacenamiento interno de 32 GB, 64 GB, o 128 GB, no cuenta con ranura de tarjetas microSD. En cuanto a conectividad cuenta con USB Tipo-C, Jack 3.5mm, LTE cat. 6, Wi-Fi 802.11 a/b/g/n/ac 2x2 MIMO con soporte dual-band (2.4 GHz, 5.0 GHz), Bluetooth 4.2, NFC, GPS y GLONASS.
La cámara trasera es de 12.3 megapíxeles f/2.0 con auto enfoque asistido por láser y flash de doble tono, protegida al igual que la pantalla por Corning® Gorilla® Glass 4. Es capaz de grabar vídeos 4K@30 FPS. Por su parte, la cámara frontal es de 8 megapíxeles f/2.4 y es capaz de grabar video en Full HD 1080p@30 FPS. 
Los sensores en el teléfono incluyen barómetro, sensor de efecto Hall, magnetómetro, sensor de proximidad, acelerómetro, sensor de luz ambiente, giroscopio y sensor de huellas.
Cuenta con un led de notificaciones RGB, un sistema Dual de altavoces estéreo en el frente del dispositivo y 3 micrófonos (2 al frente, 1 atrás), con cancelación de ruido.

### Software
El dispositivo salió de fábrica con Android 6.0 Marshmallow y actualizaciones directas por parte de Google. En diciembre de 2017 comenzaron a recibir la actualización a Android 8.1 Oreo, la cual es la última que recibirá oficialmente por parte de Google.